# 金坷垃
金坷垃（ジンカラ、Jinkela）は、中国大陸で販売されている化学肥料添加剤のブランド名。中華人民共和国の河南省鄭州市に本社を置くアメリカン・サンディエゴ農業グループ（美国圣地亚戈农资集团）が発売元となっている。
商品名に使われている「坷垃」は中国語（主に北方話）で「土塊」のこと。

## 概要
発売元のアメリカン・サンディエゴ社は2002年に中国の山東省青島市で創業し、河南省を拠点に肥料や農薬の製造・販売を行っている企業である。主力商品の金坷垃は2007年に本社のある河南省で販売を開始し、後述するテレビCMをスポットで大量に流す手法で知名度を向上させて中国全土に販路を拡大した。金坷垃の他には殺虫剤の「憑良心」や「四大名捕」、複合肥料の「金氮丹」、農薬の「三把火」や「金脈動」などの製品を販売している。企業名からはアメリカ合衆国のカリフォルニア州サンディエゴ（San Diego）に拠点を置く外資系企業のように思われがちで、実際にテレビCMでもアメリカで開発された製品であるかのようなイメージを強調しているが、サンディエゴ社にはアメリカは無論のこと中国外の資本は一切入っていない。また、カリフォルニア州のサンディエゴは英字表記の"San Diego"に対して「圣地牙哥」「圣迭戈」など何通りかの簡体字表記が存在しているが、サンディエゴ社の簡体字表記は現地で一般的に用いられない「圣地亚戈」、また英語社名は"American San Diego"でなくピン音を転写したとおぼしき"American Shengdiyage"とされている。
金坷垃のパッケージにはウェリン・ボス（Wellin Boss, 威廉博士）なる人物の肖像写真が用いられているが、この人物と金坷垃には何の関係もなく、単にインターネット上のフリー素材として公開されている西洋人の肖像写真でいかにも権威のある学者のように見えるものをデザインとして使用しているに過ぎない。

## テレビCM
金坷垃が2007年の発売直後から爆発的な知名度を獲得した主要因として、テレビCMの奇抜な宣伝内容と演出が受けたことが挙げられている。これまでに7種類のテレビCMが作成されているが、その中でも「アメリカ大統領編」と「金坷垃3人組編」の2本は嗶哩嗶哩（Bilibili）やYouTubeなどの動画共有サービスを通じて香港や台湾など中華圏全般でよく知られている。
黒竜江省に本社を置く広告代理店が作成したこれらのテレビCMは商品としての金坷垃の知名度向上に大きく寄与した反面、放送開始当初から「過剰な誇大広告」として批判も強く、当局からも問題視されている。

### アメリカ大統領編
「アメリカ合衆国肥料研究センター（CNT）が最新鋭の技術を結集して開発した、核兵器に匹敵する驚異的な発明」「歴代のアメリカ大統領と肩を並べる偉業、その機密は大統領選挙の勝敗をも左右する」「アメリカ国内の研究施設では機密保持のため、5000人の特殊部隊により常時厳戒態勢が敷かれている」「世界129か国に24時間体制で配送」などのメッセージが流される。ただし、アメリカ政府の傘下にCNTなる組織は実在していない。
放送直後から誇大広告としても無理がある内容や、核兵器を安易な比喩表現として扱っていることに対する批判が相次いだ。

### 金坷垃3人組編
アメリカ人男性が運転する金坷垃の配送トラックが走行している所にアフリカ人と日本人の2人が立ちふさがり、強引に停止させる。トラックを降りて来た運転手に対し、アフリカ人は「アフリカの農業は立ち遅れているので近代化のために金坷垃が必要だ」、日本人は「我が国は資源が乏しいので食糧自給率向上のために金坷垃が欲しい」と言ってつかみ合いの喧嘩となったため、仲裁した運転手は「金坷垃の長所を正しく言えた方にこれをあげよう」と言って金坷垃の袋を取り出す。アフリカ人と日本人は交互に「金坷垃1袋には従来の肥料2袋分の効果があり、土壌の流失や蒸発を防止する」「地下2メートルから窒素・リン・カリウムなどの成分を吸い上げる」と答え、日本人は「一畝あたりの小麦の収穫量が900キロに上昇する」と回答した後「金坷垃があれば我が国は食糧を自給自足でまかなえるので、もうアメリカから小麦を買わなくて済む」と付け加えるが、運転手は「こざかしい小鬼子め、こいつに金坷垃を与えるとアメリカから農産物を輸入しなくなるに違いない」と考え、アフリカ人を勝者と認定する。

### 撒いちゃダメ編
男性が畑で肥料を撒こうとしている所へ金坷垃の袋を持った女性が「撒いちゃダメ！ 撒いちゃダメ！」と言いながら走り寄って、男性に体当たりを食らわせる。転倒した男性が「どうして撒いちゃダメなんだい？」と女性に訊くと、女性は「その肥料だけ撒いちゃダメ！」と答え、男性が「もしかしてこの肥料は偽物なのか？」と返す。女性は「そうじゃなくて、金坷垃を混ぜずに肥料だけ撒いちゃダメ！」と言って、金坷垃の効能を男性に説明する。

### 世界各国編
西洋人の男性3人が交代で「アメリカではみんな使ってる、金坷垃」「イギリスでもみんな使ってる、金坷垃」「フランスでもみんな使ってる、金坷垃」と金坷垃が世界各国で使われているとアピールする。しかし、フランス人役の男性は3人組編のアメリカ人運転手と同じ俳優である。

## パロディ
前述のように金坷垃のテレビCMは中国大陸のみならず中華圏全般で知名度が非常に高く、爆紅（インターネット・ミーム）のネタ扱いでパロディやMADムービーが数多く作成されている。
台湾にある希萌創意のオリジナルキャラクターで、白米を萌え擬人化した『東津萌米 穗姬』の公式サイトに掲載されている4コマ漫画「發育方向」では登場人物が「金坷垃、金坷垃、」と言いながら肥料を撒いている場面が見られる。
2017年にサービスを開始した中国製のスマートフォン向けゲームアプリ『アズールレーン』（碧蓝航线）に登場するサンディエゴ（アメリカ海軍の軽巡洋艦を萌え擬人化したキャラクター）はちびキャラ状態で金坷垃のようなカラーリング（金地に黄緑のラベル）の袋を持っている。それだけでなく、メニュー画面の台詞では「私を土に埋めると豊作になるって…もしかして私って多機能？」と金坷垃の発売元が同名のサンディエゴ社であることを意識したものが見られ、現地ではキャラクター自体も「金坷垃」の愛称で呼ばれている。